# Палм-Бич-Гарденс
Палм-Бич-Гарденс (англ. Palm Beach Gardens) — город в округе Палм-Бич, США. Согласно переписи населения США за 2010 год количество жителей равняется 48 452 человека.

## География
Общая площадь города составляет 143,3 квадратных километра, из них 0,52 квадратных километра (0,45%) занимает вода.

## Почётные граждане
- Гарри Бич, обладатель премии Тони;
- Малколм Скотт Карпентер, американский астронавт и исследователь океана;
- Гарри Картер, бейсболист;
- Ли Уэствуд, гольфист;
- Кассим Оума, боксёр-профессионал, выступающий в средней и первой средней весовых категориях;
- Винус Уильямс, теннисистка, пятикратная победительница Уимблдонского турнира и двукратная победительница US Open в одиночном разряде, четырёхкратная олимпийская чемпионка[4];
- Серена Уильямс, профессиональная теннисистка, младшая сестра Винус Уильямс[5];
- Стейси Льюис, профессиональный игрок в гольф[6];
- Стив Марино, профессиональный игрок в гольф (PGA Tour);
- Чарльз Мур, фотожурналист.